# Piacatu
Piacatu este un oraș în São Paulo (SP), Brazilia.